# CP série 2200
 (septembre 2022).
Si vous disposez d'ouvrages ou d'articles de référence ou si vous connaissez des sites web de qualité traitant du thème abordé ici, merci de compléter l'article en donnant les références utiles à sa vérifiabilité et en les liant à la section « Notes et références ».
Pour les articles homonymes, voir Série 2200.
La série 2200 est une ancienne série d'automotrices électriques des CP, au Portugal.

## Production
- Remorques Pilote 2 : 9 0 94 5 002202 à 9 0 94 5 002230
- Motrices : 9 0 94 9 172201 à 9 0 94 9 172215
- Remorques pilote 1 : 9 0 94 5 002201 à 9 0 94 5 002229